# 海桐叶柃
海桐叶柃（学名：Eurya pittosporifolia）为山茶科柃木属下的一个种。

## 扩展阅读
- 維基物種上的相關：海桐叶柃